# Paraliaceae
Paraliaceae, porodica algi kremenjašica iz reda Paraliales, dio razreda Coscinodiscophyceae. Sastoji se od dva roda s 21 vrstom

## Rodovi
1. Distephanosira Z.I.Glezer; monotipičan
2. Paralia Heiberg

## Drugi projekti
|  | Zajednički poslužitelj ima još gradiva o temi Paraliaceae |
|  | Wikivrste imaju podatke o taksonu Paraliaceae             |